# Чоботарка
Чобота́рка (до 1930-х — Чобата́р, крим. Çobatar) — село Євпаторійського району Автономної Республіки Крим. До 2023 року належало до Сакського району.
В межах села знаходиться Садиба Шлеє — пам'ятка архітектури.

## Населення

### Мова
Розподіл населення за рідною мовою за даними перепису 2001 року:
| Мова              | Кількість | Відсоток |
| ----------------- | --------- | -------- |
| російська         | 193       | 72.56 %  |
| українська        | 63        | 23.68 %  |
| кримськотатарська | 8         | 3.01 %   |
| білоруська        | 2         | 0.75 %   |
| Усього            | 266       | 100 %    |